# Jean-Marie Lovey
Jean-Marie Lovey (Orsières, 2 agosto 1950) è un vescovo cattolico svizzero, dall'8 luglio 2014 vescovo di Sion.

## Biografia

### Formazione
Jean-Marie Lovey è nato il 2 agosto 1950 ad Orsières, diocesi di Sion e Canton Vallese, nella parte sud-occidentale della Confederazione Svizzera; è l'ottavo di undici tra fratelli e sorelle. Cresciuto nel villaggio vallese di Chez-les-Reuses, dopo gli studi primari è entrato, quattordicenne, al Collège Champittet presso Losanna, ottenendo la maturità federale dopo cinque anni.
Poco dopo, decidendo di seguire la via del sacerdozio, si è unito al noviziato della Congregazione dei canonici regolari del Gran San Bernardo, fondata nell'XI secolo a Martigny, seguendo la regola di Sant'Agostino; il 27 ottobre 1971 ha emesso la professione solenne, entrando ufficialmente nell'ordine. Poco prima, si era iscritto presso la Facoltà di teologia dell'Università di Friburgo, l'unica istituzione statale a possedere questo indirizzo. Al termine del percorso di studi, il 15 giugno 1977 è stato ordinato presbitero, poco prima di compiere ventisette anni.

### Canonicato
Dopo l'ordinazione, è diventato cappellano del Collège Champittet, di cui era già stato studente, ed in seguito di quello di Sion, capitale del Canton Vallese. Dal 1989 ha ricoperto l'incarico di maestro dei novizi e poi quello di rettore del seminario della propria congregazione; nel 2001, ha aggiunto a questi incarichi quello di priore dell'ospizio del Gran San Bernardo.
Nel dicembre 2008 si è dimesso l'abate Benoît-Barthélémy Vouilloz, superiore generale della congregazione, che aveva appena compiuto settant'anni; il Capitolo dei canonici, riuntosi il 4 febbraio 2009, lo ha eletto come suo successore all'età di cinquantotto anni. Dopo quattro mesi, il 14 giugno seguente, ha ricevuto la benedizione abbaziale presso la Chiesa di Saint Michel a Martigny-Bourg, dalle mani di monsignor Norbert Brunner, vescovo di Sion. È rimasto alla guida del proprio ordine per cinque anni, fino all'estate del 2014, ed il 29 ottobre gli è succeduto il canonico Jean-Michel Girard.

### Ministero episcopale
L'8 luglio 2014, papa Francesco lo ha nominato, un mese prima che compisse sessantaquattro anni, nuovo vescovo di Sion. L'annuncio è stato dato in conferenza stampa la mattina stessa da monsignor Brunner, appena settantaduenne, che era alla guida della diocesi da quasi vent'anni. Il dimissionario vescovo ha affermato di non avere più le forze necessarie per assolvere al proprio ufficio ed affrontare le sfide incombenti; si è inoltre detto convinto che una nuova partenza fosse necessaria e che la diocesi dovesse essere affidata a forze nuove.
Ha celebrato la sua ultima messa come superiore generale dei canonici del Gran San Bernardo il 28 agosto successivo, presso la chiesa di Martigny, affermando nell'omelia di avere come modello di riferimento nell'episcopato la figura di Sant'Agostino d'Ippona, di cui segue la regola. È il secondo canonico dell'ordine ad essere elevato all'episcopato, dopo monsignor François-Nestor Adam, che proprio come lui era stato superiore generale e vescovo di Sion.
Ha ricevuto la consacrazione episcopale il 28 settembre 2014, nella cattedrale di Nostra Signora Maria di Sion, per imposizione delle mani di monsignor Norbert Brunner, ordinario diocesano emerito, avendo come co-consacranti il domenicano Charles Morerod, vescovo di Losanna, Ginevra e Friburgo, ed il vittorino Luc Ravel, ordinario militare per la Francia. Nella stessa cerimonia, cui hanno preso parte oltre 3000 persone, di cui 127 tra vescovi e prelati, è avvenuta anche la presa di possesso della sede. Come proprio motto episcopale, il neo vescovo ha scelto Evangelii gaudium, titolo dell'omonima esortazione apostolica del pontefice.
Il 1º dicembre dello stesso anno, assieme al resto della gerarchia cattolica svizzera, si è recato in Vaticano per la visita ad limina apostolorum, evento che si svolge ogni cinque anni per discutere dei problemi che contraddistinguono le zone pastorali.
Ad appena un anno dalla nomina, nel 2015 la Conferenza Episcopale della Svizzera, di cui fa parte della Commissione di migrazione e della Pastorale del turismo, lo ha eletto come proprio delegato alla XIV Assemblea generale ordinaria del Sinodo dei vescovi, con tema La vocazione e la missione della famiglia nella Chiesa e nel mondo contemporaneo, che si è svolta presso la Città del Vaticano dal 4 al 25 ottobre successivo. È l'unico svizzero ad aver partecipato al Sinodo, oltre al cardinale Kurt Koch, presidente del Pontificio consiglio per la promozione dell'unità dei cristiani. In un'intervista relativa all'evento, mons. Lovey ha affermato che, tralasciando la preoccupazione iniziale dovuta all'inesperienza, ad averlo colpito è stato "Il clima veramente fraterno in cui si è sviluppato il dibattito nel mio gruppo, quella di lingua francese"; ha affermato che temi quali l'approccio alla famiglia e la comunione ai divorziati risposati sono stati molto dibattuti, ed in Svizzera c'è una moltitudine di casi simili, anche se in pochi chiedono l'accesso alla comunione. Alla domanda riguardo a cosa avrebbe riportato ai cattolici svizzeri, il vescovo ha affermato "Direi prima di tutto l’esperienza dell’universalità della Chiesa. La Svizzera di per sé è un Paese straordinario per la varietà delle sue culture, cui si aggiungono quelle di chi sceglie di raggiungerla e di viverci. Politicamente si è un po’ isolati dalla costruzione europea ed ecclesialmente talvolta si ripiega troppo su se stessi, contrapponendo Chiesa svizzera e Chiesa universale. Mi piacerebbe che ci si aprisse di più all’universalità. Occorre essere, ad esempio, più attenti nella pastorale ai problemi familiari dei rifugiati".

## Polemiche
A meno di un mese dal Pride Valais/Wallis 2015, svoltasi a Svizzera, nonostante un incontro con gli organizzatori suggerisse un'apertura della Chiesa cattolica, monsignor Lovey, ha dichiarato che "l'omosessualità può essere curata con la preghiera"; in seguito, ha deciso di ritrattare parzialmente, spiegando che si trattava di un errore di comunicazione, e che non vedeva l'omosessualità come malattia, ma piuttosto come "debolezza della natura".
Questi commenti hanno immediatamente provocato una reazione dei social network e delle organizzazioni LGBT. Barbara Lanthemann, allora segretaria generale dell'organizzazione lesbica svizzera, ha affermato che le opinioni del vescovo erano ignoranti ed offensive, e l'organizzazione ha dichiarato in un comunicato stampa che tali commenti incitano al rifiuto e all'esclusione. L'associazione ha poi chiesto scuse pubbliche al vescovo.
Stéphane Rossini, allora consigliere nazionale, aveva risposto al vescovo nel suo discorso dicendo di essere "felice di infrangere il tabù secondo il quale l'omosessualità è una malattia o una debolezza della natura".

## Genealogia episcopale
La genealogia episcopale è:
- Cardinale Scipione Rebiba
- Cardinale Giulio Antonio Santori
- Cardinale Girolamo Bernerio, O.P.
- Arcivescovo Galeazzo Sanvitale
- Cardinale Ludovico Ludovisi
- Cardinale Luigi Caetani
- Cardinale Ulderico Carpegna
- Cardinale Paluzzo Paluzzi Altieri degli Albertoni
- Papa Benedetto XIII
- Papa Benedetto XIV
- Papa Clemente XIII
- Cardinale Marcantonio Colonna
- Cardinale Giacinto Sigismondo Gerdil, B.
- Cardinale Giulio Maria della Somaglia
- Cardinale Carlo Odescalchi, S.I.
- Cardinale Costantino Patrizi Naro
- Cardinale Serafino Vannutelli
- Cardinale Domenico Serafini, O.S.B.
- Cardinale Pietro Fumasoni Biondi
- Arcivescovo Filippo Bernardini
- Vescovo François-Nestor Adam, C.R.B.
- Cardinale Henri Schwery
- Vescovo Norbert Brunner
- Vescovo Jean-Marie Lovey, C.R.B.